# Llista de les banderes d'Itàlia
Aquesta és una llista que conté les diferents banderes que s'utilitzen o s'han utilitzat a Itàlia.

## Bandera nacional
| Bandera                  | Data          | Ús               | Descripció |
| ------------------------ | ------------- | ---------------- | --- |
| Bandera d'Itàlia         | 1946–avui dia | Bandera nacional | Bandera tricolor formada per tres franges verticals d'igual amplada amb els colors verd, blanc i vermell. |
| Bandera civil d'Itàlia   | 1947–avui dia | Bandera civil    | Bandera nacional però carrega l'escut al centre. Aquest està dividit en quatre particions que representen les quatre repúbliques marítimes; Venècia, representada pel Lleó de sant Marc; Gènova; Amalfi; i Pisa (representades aquestes tres últimes per les seves respectives creus). |
| Bandera d'estat d'Itàlia | 2007–avui dia | Bandera d'estat  | Bandera nacional però carrega l'emblema d'Itàlia al centre. |

### Històriques
| Bandera                                 | Data      | Ús                        | Descripció |
| --------------------------------------- | --------- | ------------------------- | --- |
| Bandera d'Itàlia                        | 2003-2006 | Bandera nacional          | Mateix disseny que l'actual però diferent tonalitat de verd. |
| Bandera d'Itàlia                        | 1946–2003 | Bandera nacional          | Mateix disseny que l'actual però diferent tonalitat de verd. |
| Bandera de la República Social Italiana | 1943–1945 | República Social Italiana | Formada per un drap rectangular dividit en tres per un pal verd, un blanc i un vermell amb el verd al costat del pal i carregada pel feix republicà. El drap ha de tenir dos terços de la seva longitud d'alçada i els tres colors s'han de distribuir en l'ordre esmentat i a parts iguals. |
| Bandera del regne d'Itàlia (1861–1946)  | 1861–1946 | Regne d'Itàlia            | Tricolor vertical de colors verd, blanc i vermell amb l'escut de la Casa de Savoia al centre. |

### Unificació
| Bandera                                    | Data | Ús                          | Descripció                                             |
| ------------------------------------------ | ---- | --------------------------- | ------------------------------------------------------ |
| Bandera de les Províncies Italianes Unides | 1831 | Províncies Italianes Unides | Mateix disseny que l'actual bandera nacional italiana. |

### Sota influència napoleònica
| Bandera                                   | Data                  | Ús                            | Descripció |
| ----------------------------------------- | --------------------- | ----------------------------- | --- |
| Bandera del regne d'Itàlia                | 1805—1814             | Regne d'Itàlia                | Mateix disseny que durant la República però apaïsada i al centre s'hi va afegir l'àguila daurada napoleònica. |
| Bandera de la República italiana (1802)   | 1802-1805             | República d'Itàlia            | Conserva els colors de la bandera tricolor utilitzada durant la República Cisalpina, si bé canvia la forma situant un quadrat verd inserit en un rombe blanc que al seu torn estava inserit en un quadrat vermell. Proporcions 1:1. |
| Bandera del Principat de Lucca i Piombino | 1805-1815             | Principat de Lucca i Piombino | Tricolor horitzontal de blau cel, blanc i vermell. |
| Bandera de la República Cisalpina         | 1797-1799 i 1801-1802 | República Cisalpina           | Tricolor vertical de verd, blanc i vermell en proporció 1:1. |
| Bandera de la República Cispadana         | 1797                  | República Cispadana           | Tricolor horitzontal de verd, blanc i vermell amb l'escut al centre. Proporcions 1:1. |
| Bandera de la República Transpadana       | 1796-1797             | República Transpadana         | Tricolor vertical de verd, blanc i vermell. |
| Bandera del Regne de Nàpols (1806-1808    | 1806-1808             | Regne de Nàpols               | Tricolor horitzontal de blanc, vermell i negre. |
| Bandera del Regne de Nàpols (1808         | 1806-1811             | Regne de Nàpols               | Formada per un rombe blanc que carrega l'escut del regne, mentre que els triangles sobrers alternen el vermell i el negre. |
| Bandera del Regne de Nàpols (1811         | 1811-1815             | Regne de Nàpols               | Camp blau amb una bordura escacada de blanc i vermell. Carrega l'escut del regne al costat del pal. |

## Divisió Administrativa

### Regions
| Bandera                     | Data                  | Ús             | Descripció |
| --------------------------- | --------------------- | -------------- | --- |
| Bandera dels Abruços        | 1999-avui dia         | Abruços        | Camp de color borgonya amb una bordura d'or, excepte la vora del pal, que carrega l'escut regional al centre. Aquest està tercejat en barra de blanc, verd i blau cel. |
| Bandera de la Basilicata    | 1999-avui dia         | Basilicata     | Camp blau marí amb l'escut regional al centre. Aquest és de camp blanc amb bordura d'or i carrega quatre faixes ondulades en blau, cadascuna pels quatre rius de la regió: Agri, Basento, Bradano i Sinni. Proporcions 2:3. |
| Bandera de Calàbria         | 1995-avui dia         | Calàbria       | Camp blau marí amb l'escut de la regió al centre entre les paraules REGIONE i CALABRIA. L'escut està format per un oval quarterat en sautor, damunt de tot un pi (Pinus nigra), a sota un capitell de columna dòrica, i a banda i banda dues creus negres característiques de les províncies del regne borbònic. |
| Bandera de la Campània      |                       | Campània       | Camp blau marí amb l'escut al centre. Aquest consisteix en una banda de gules sobre camp d'argent. És una adaptació de l'estendard i no està oficialitzada. |
| Bandera de l'Emília-Romanya |                       | Emília-Romanya | Camp blanc amb el símbol de la regió al centre. Aquest està format per un trapezoide rectangular, de color verd, amb el costat superior de tendència sinusoidal (que recorda la forma de la regió), inserit en un camp quadrat blanc vorejat de verd. Sota seu una estreta franja vermella i la inscripció Regione Emilia-Romagna. És una adaptació de l'estendard i no està oficialitzada.                                     |
| Bandera del Laci            |                       | Laci           | Camp blau cel amb l'emblema al centre i damunt de la inscripció REGIONE LAZIO en groc. L'emblema és de forma octogonal i porta els colors nacionals i els escuts de les cinc províncies del Laci: Roma al centre, Frosinone i Latina a dalt, Rieti i Viterbo a sota. Als costats de l'octògon, espigues i una branca d'alzina, damunt d'una capçada molt peculiar. És una adaptació de l'estendard i no està oficialitzada.     |
| Bandera de la Ligúria       | 1997-avui dia         | Ligúria        | Camp dividit en tres franges verticals verda, vermella i blava i d'igual amplada amb l'emblema col·locat al centre. aquest està format per una caravel·la estilitzada que simbolitza les tradicions marineres de la regió i dels seus grans navegants. La creu vermella de la vela recorda l'antiga bandera de la República de Gènova, mentre que els quatre estels d'argent al·ludeixen a les quatre províncies de la Ligúria. |
| Bandera de la Llombardia    | 2019-avui dia         | Llombardia     | La bandera segueix l'escut regional, un camp verd amb una rosa camuna d'argent. Tot i el seu ús des del 1978 per part de les institucions no es va oficialitzar fins al 2019. |
| Bandera de les Marques      |                       | Marques        | A falta d'una llei al respecte, la bandera es va perfilar amb la inserció de l'escut regional sobre fons blanc. L'escut, totalment fora dels cànons heràldics, representa la M inicial i un picot estilitzat. El picot era l'animal totèmic dels Picentins, un poble de la Itàlia central, fet també testimoniat per Plini el Vell a Naturalis historia.                                                                        |
| Bandera de Molise           |                       | Molise         | Camp blau amb l'escut al centre, format per una barra i un estel de vuit puntes blancs sobre fons vermell. Sota l'escut hi ha la inscripció REGIONE MOLISE. És una adaptació de l'estendard i no està oficialitzada. |
| Bandera del Piemont         | 1995-avui dia         | Piemont        | Camp vermell amb una bordura blava que carrega una creu blanca de vora a vora i a la part superior un lambel blau centrat. Les mides oficials són de 100cm x 150cm. Se sol acompanyar d'un serrell d'or de 7 cm. |
| Bandera de la Pulla         | 2011-avui dia         | Pulla          | Camp blanc amb la inscripció Regione Puglia en lletres daurades a la part superior central i amb l'escut d'armes de la regió a sota, envoltat tot per una estreta franja vertical verda a l'esquerra i una de vermella a la dreta. |
| Bandera de la Toscana       | 1990, modificada 1995 | Toscana        | Camp blanc amb un Pegàs d'argent al centre (agafat de l'escut regional) i dues cintes vermelles horitzontals paral·leles a les vores. És una adaptació de l'estendard i no està oficialitzada. |
| Bandera de l'Úmbria         | 2004-avui dia         | Úmbria         | Camp verd amb l'escut al centre, de dimensions iguals a tres cinquenes parts de l'alçada de la pròpia bandera, amb la inscripció Regione Umbria en vermell a la vora inferior. L'escut està format per elements geomètrics que representen en síntesi gràfica les tres espelmes de Gubbio, de color vermell, delimitades per franges blanques, en un camp rectangular d'argent.                                                 |
| Bandera del Vèneto          | 1975, modificada 1999 | Vèneto         | Imatge del lleó de sant Marc amb un llibre obert dins una bordura de vermell pompeià amb ornaments d'or i blau, al vol set flames, cadascuna de les quals porta l'escut de la capital de província de la regió en aquest ordre de dalt a baix: Vicenza, Verona, Venècia, Treviso, Rovigo, Pàdua i Belluno. |

### Regions Autònomes
| Bandera                            | Data                  | Ús                       | Descripció |
| ---------------------------------- | --------------------- | ------------------------ | --- |
| Bandera del Friül - Venècia Júlia  | 2001-avui dia         | Friül - Venècia Júlia    | Camp blau amb l'emblema en daurat al centre, i format per una àliga voladora agafada d'una corona de torreta està extreta d'un altar votiu romà trobat a Aquileia. |
| Bandera de Sardenya                | 1952, modificada 1999 | Sardenya                 | Camp blanc entrecreuat per una creu de vermell amb a cada quart un cap de moro embenat al front i mirant en direcció oposada al pal. |
| Bandera de Sicília                 | 2000-avui dia         | Sicília                  | Divisió en diagonal des del costat superior del pal formant dos triangles, el triangle superior és de color vermell ataronjat i l'inferior de color groc que representen, respectivament, a les ciutats de Palerm i Corleone, les quals foren les primeres en revoltar-se contra el rei francès. Al centre s'hi afegeix una variant de trisquela o trinaklion, anomenada Trinàcria, formada per tres cames color beix amb un Gorgoneion amb ales i tres espigues de blat que representen la prosperitat i els fruits de la terra. |
| Bandera del Trentino-Tirol del Sud |                       | Trentino - Tirol del Sud | Camp dividit horitzontalment en dues meitats, blanca la superior i blava la inferior, amb l'escut al centre que mostra les armes de la província de Trento (1r i 4r quarter) i la de Bolzano (2n i 3r). S'utilitza des del 1995 però és una adaptació de l'estendard i no està oficialitzada. |
| Bandera de la Vall d'Aosta         | 2006-avui dia         | Vall d'Aosta             | Camp dividit verticalment en dues meitats de colors negre i vermell. Proporcions 2:3. |

### Municipals
Degut a l'alt nombre de municipis, més de 8.000, la següent llista només mostra la relació de banderes de les capitals de regió.
| Bandera               | Data          | Ús                                         | Descripció |
| --------------------- | ------------- | ------------------------------------------ | --- |
| Bandera de l'Aquila   |               | L'Aquila (Regió dels Abruços)              | Dividida verticalemnt en dues meitats, verda la del pal i negra la del vol. Al centre carrega l'escut municipal format per una àliga de Suàbia negra sobre camp d'argent, coronada i envoltada per la inscripció "IMMOTA MANET" (Roman sense canvis) i el trigrama "PHS". |
| Bandera de Potenza    |               | Potenza (Regió de Basilicata)              | Camp groc amb l'escut municipal al mig. Un lleó d'or coronat damunt una banda abaixada de gules i tres estels d'argent de cinc puntes. |
| Bandera de Catanzaro  |               | Catanzaro (Regió de Calàbria)              | Camp dividit verticalment en dues meitats, groga l'esquerra i vermella la dreta amb l'escut municipal al mig. Una àliga en vol coronada d'or, que porta al bec una cinta amb la inscripció "SANGUINIS EFFUSIONE", a l'escussó en forma de pera, tres muntanyes de sinople i una corona d'or tot sobre camper de gules. |
| Bandera de Nàpols     |               | Nàpols (regió de Campània)                 | Camp dividit verticalment en dues meitats de groc i vermell. |
| Bandera de Bolonya    |               | Bolonya (Regió d'Emília-Romanya)           | Camp blanc amb una creu de Sant Jordi. |
| Bandera de Trieste    |               | Trieste (Regió de Friül - Venècia Júlia)   | Camp vermell amb l'alabarda de sant Sergi d'argent. |
| Bandera de Roma       |               | Roma (Regió del Laci)                      | Camp dividit verticalment de vermell i groc. |
| Bandera de Gènova     |               | Gènova (Regió de la Ligúria)               | Camp blanc amb una creu de sant Jordi. |
| Bandera de Milà       |               | Milà (Regió de la Llombardia)              | Camp blanc amb una creu de sant Jordi. |
| Bandera d'Ancona      |               | Ancona (Regió de les Marques)              | Camp vermell amb una creu grega de groc. |
| Bandera de Campobasso |               | Campobasso (Regió de Molise)               | Camp dividit diagonalment en dues meitats de vermell i blau. |
| Bandera de Torí       |               | Torí (Regió del Piemont)                   | Camp blau amb una creu blanca, a cada quarter un bou rampant d'or. Al primer quarter hi afegeix a més una cinta amb la inscripció "Auxilium meum a Domino" i al quart la data "1706". |
| Bandera de Bari       |               | Bari (Regió de la Pulla)                   | Camp dividit verticalment en dues meitats de blanc i vermell. |
| Bandera de Càller     |               | Càller (Regió de Sardenya)                 | Camp dividit verticalment en dues meitats de blau i vermell. |
| Bandera de Palerm     |               | Palerm (Regió de Sicília)                  | Camp dividit diagonalment en dues meitats de vermell i groc. |
| Bandera de Trento     |               | Trento (Regió de Trentino - Tirol del Sud) | Camp dividit en tres franges horitzontals d'igual mida de groc, blau i groc. |
| Bandera de Florència  |               | Florència (Regió de la Toscana)            | Camp blanc amb el lliri de Florència en vermell. |
| Bandera de Perusa     |               | Perusa (Regió de l'Úmbria)                 | Camp vermell amb un griu rampant blanc armat, lampassat i coronat d'or. |
| Bandera d'Aosta       |               | Aosta (Regió de la Vall d'Aosta)           | Camp dividit verticalment de negre i vermell. |
| Bandera de Venècia    | 1997-avui dia | Venècia (Regió del Vèneto)                 | Camp de proporcions 1:2, contenint la primera meitat una bordura d'or amb vuit panells que representen (l'arcàngel Gabriel, el colom de l'Esperit Sant, l'Anunciació, l'àliga de Joan l'evangelista, el bou de Lluc l'evangelista, la Mare de Déu amb el Nen, l'àngel de l'Evangeli segons Mateu i el lleó de Sant Marc) que conté el lleó de sant Marc amb un llibre obert i la inscripció "PAX TIBI MARCE" i "EVANGELISTA MEUS", al costat un túmul sobre el qual s'alça un castell amb tot d'estels al voltant. L'altra meitat consta de sis cues cadascuna amb ornaments daurats i una esfera armil·lar blava i daurada. |

## Personals
| Bandera                                                   | Data          | Ús                                 | Descripció |
| --------------------------------------------------------- | ------------- | ---------------------------------- | --- |
| Estendard del president d'Itàlia                          | 2000–avui dia | Estendard presidencial             | La versió actual es basa en la bandera quadrada de la República Italiana de 1802, sobre un camp de blau, carregant amb l'emblema d'Itàlia en or al centre.                                                                    |
| Estendard del President del Consell de Ministres d'Itàlia | 2008–avui dia | President del Consell de Ministres | Camp blau marí amb dues bordures grogues i l'emblema d'Itàlia al centre. |
| Estendard del Ministre de Defensa d'Itàlia                | 2002–avui dia | Ministre de Defensa                | Camp blau marí amb dues bordures grogues, al centre un estel platejat de cinc puntes i a cadascun dels extrems els emblemes de les Forces Armades Italianes: l'Exèrcit, la Marina Militare, la Força Aèria i els Carabinieri. |

### Històriques
| Bandera                                      | Data      | Ús                            | Descripció |
| -------------------------------------------- | --------- | ----------------------------- | --- |
| Estendard del president d'Itàlia (1992–2000) | 1992–2000 | Tercer Estendard presidencial | Camp blau marí amb l'emblema d'Itàlia al centre en or, de mida més petita que el Primer estendard de 1965. Proporcions 1:1.                                                                                     |
| Estendard del president d'Itàlia (1990–1992) | 1990-1992 | Segon Estendard presidencial  | Bandera nacional sobreposada en un camp blau marí formant una bordura. També s'introduí un reglament d'ús que va multiplicar la seva utilització i exhibició en cerimònies i edificis públics. Proporcions 1:1. |
| Estendard del president d'Itàlia (1965–1990) | 1965–1990 | Primer Estendard presidencial | Camp blau marí amb l'emblema d'Itàlia al centre en or. Tots dos colors pertanyen a la tradició militar italiana més autèntica, simbolitzant el comandament i el valor respectivament. Proporcions 1:1.          |

## Militars
| Bandera                               | Data          | Ús              | Descripció |
| ------------------------------------- | ------------- | --------------- | --- |
| Bandera naval                         | 1947-avui dia | Bandera naval   | Bandera nacional amb l'escut de la Marina Militare al centre. Aquest està dividit en quatre particions que representen les quatre repúbliques marítimes; Venècia amb el Lleó de sant Marc empunyant una espasa i el llibre tancat; Gènova; Amalfi; i Pisa. Cadascuna d'elles representada per la seva creu. L'escut està coronat per una corona rostrata mostrant que té els seus orígens en la marina romana. |
| Bandera de l'Exèrcit de Terra estonià | 1947-avui dia | Bandera de proa | Formada pel contingut de l'escut de la Marina Militare. proporcions 1:1. |

### Resistència partisana
| Bandera                                         | Data      | Ús                                                | Descripció |
| ----------------------------------------------- | --------- | ------------------------------------------------- | --- |
| Bandera Brigate Giustizia e Libertà             | 1943-1945 | Brigate Giustizia e Libertà                       | Bandera nacional amb l'emblema de Giustizia e Libertà. |
| Bandera Comitè d'Alliberament Nacional          | 1943-1947 | Comitè d'Alliberament Nacional                    | Bandera nacional amb l'emblema del Comitè d'Alliberament Nacional. |
| Bandera Comitè Toscà d'Alliberament Nacional    | 1943-1945 | Comitè Toscà d'Alliberament Nacional              | Bandera nacional amb l'emblema del Comitè Toscà d'Alliberament Nacional. |
| Bandera Brigada Garibaldi                       | 1943-1945 | Brigada Garibaldi                                 | Bandera nacional amb un estel de cinc puntes vermell fimbriat de groc. |
| Bandera Cos Voluntari de la Llibertat           | 1943-1945 | Cos Voluntari de la Llibertat                     | Bandera nacional amb les inicials CVL (Corpo Volontari della Libertà). |
| Bandera de la 63ª Brigata Garibaldi "Bolero"    | 1944-1945 | 63ª Brigata Garibaldi "Bolero"                    | Bandera de camp vermell amb un estel de cinc puntes formada pels colors verd-blanc-vermell i dins la figura de Giuseppe Garibaldi en groc. Afegeix la inscripció 63ª Brigata Bolero. |
| Bandera de la Repubblica partigiana dell'Ossola | 1944      | República partisana de l'Ossola                   | Bandera tricolor horitzontal amb els colors blau, vermell i verd. |
| Bandera de la Repubblica partigiana dell'Ossola | 1944      | República partisana de l'Ossola - Brigate azzurre | Camp blau amb la tricolor en diagonal al costat del pal i un estel blanc de cinc puntes al vol.                                                                                      |
| Bandera del Volante Rossa "Martiri Partigiani"  | 1944-1949 | Volante Rossa "Martiri Partigiani"                | Camp vermell amb la inscripció Volante Rossa i "Martiri Partigiani" en groc. |

## Organitzacions polítiques
| Bandera                            | Data          | Ús                               | Descripció |
| ---------------------------------- | ------------- | -------------------------------- | --- |
| Bandera de Forza Italia            | 2013-avui dia | Força Itàlia                     | Camp amb els colors de la bandera nacional italiana i el nom del partit "FORZA ITALIA" en blanc al centre.                                  |
|                                    | 2009-avui dia | Moviment 5 Estrelles             | Camp blanc amb el logotip del partit. |
| Bandera del Partit Democràtic      | 2015-avui dia | Partit Democràtic                | Camp blanc amb el logotip del partit i la inscripció "Partito Democratico".                                                                 |
|                                    | 1997-avui dia | Forza Nuova                      | Camp negre amb el logotip del partit. |
| Bandera de Potere al Popolo        | 2017-avui dia | Potere al Popolo                 | Camp vermell amb el logotip del partit. |
| Logotip del Partito Comunista      | 2009-avui dia | Partito Comunista                | Camp vermell amb el logotip i nom del partit.                                                                                               |
|                                    | 1995-avui dia | Fiamma Tricolore                 | Camp negre amb el logotip del partit al centre.                                                                                             |
|                                    | 1991-avui dia | Lliga Nord                       | Camp blanc amb el logotip del partit al centre.                                                                                             |
| Bandera de Lliga Nord Vall d'Aosta | 1991-avui dia | Lliga Nord Vall d'Aosta          | Camp dividit en quadre quarts per una creu blanca, sent els dos superiors vermells i els dos inferiors negres. Al centre el nom del partit. |
|                                    | 1991-avui dia | Lliga Llombarda                  | Camp blanc amb la creu de sant Jordi i el logotip i nom del partit al centre en color blau.                                                 |
| Bandera de Lliga Nord Piemont      | 1991-avui dia | Lliga Nord Piemont               | Bandera del Piemont amb el logotip i nom del partit al centre en color blau.                                                                |
| Bandera de Lliga Nord Umbria       | 1991-avui dia | Lliga Nord Umbria                | Camp blanc amb el logotip i nom del partit al centre en colors blau i vermell.                                                              |
|                                    | 1977-avui dia | Partit Marxista-Leninista Italià | Camp vermell amb el bust de Mao Zedong al quarter i les sigles del partit sota una falç i un martell, tot en negre.                         |

### Històriques
| Bandera                                      | Data      | Ús                                 | Descripció |
| -------------------------------------------- | --------- | ---------------------------------- | --- |
|                                              | 2011-2019 | CasaPound                          | Camp vermell amb el logotip del partit al centre.                                                              |
| Bandera de la Margherita                     | 2001-2007 | La Margherita                      | Camp vermell amb el logotip del partit al centre.                                                              |
| Bandera del Partit dels Comunistes Italians  | 1998-2014 | Partit dels Comunistes Italians    | Camp vermell amb el logotip del partit al centre.                                                              |
| Bandera del Partit Democràtic de l'Esquerra  | 1943-1952 | Partit Democràtic de l'Esquerra    | Camp vermell amb el logotip del partit al centre.                                                              |
| Bandera del Moviment Social Italià           | 1946-1995 | Moviment Social Italià             | Bandera nacional italiana amb el logotip del partit situat al centre.                                          |
|                                              | 1943-1952 | Partit Comunista Internacionalista | Camp vermell amb el logotip envoltat pel nom del partit.                                                       |
| Bandera de la Democràcia Cristiana           | 1943-1994 | Democràcia Cristiana               | Camp blanc amb el logotip del partit al centre utilitzat durant el període 1946–1991.                          |
| Bandera del Moviment Independentista Sicilià | 1946-1951 | Moviment Independentista Sicilià   | Senyera amb el quarter blau marí que conté la Trinàcria siciliana en color groc.                               |
| Bandera del Partit Nacional Feixista         | 1921-1943 | Partit Nacional Feixista           | Camp negre amb el feix romà al centre.                                                                         |
| Bandera del Partit Comunista Italià          | 1921-1951 | Partit Comunista Italià            | Camp vermell amb les sigles del partit, "P.C.I." sota la faç i el martell al quarter.                          |
| Bandera del Partit Comunista Italià          | 1951-1991 | Partit Comunista Italià            | A partir del 1951 va utilitzar una bandera amb el mateix camp vermell però amb el símbol del partit al centre. |

## Navilieres
| Bandera                   | Data          | Ús             | Descripció                                                                        |
| ------------------------- | ------------- | -------------- | --------------------------------------------------------------------------------- |
| Bandera de Messina Line   | 1921-avui dia | Messina Line   | Camp vermell amb una creu blanca i al damunt l'escut.                             |
| Bandera de Grimaldi Group | 1947-avui dia | Grimaldi Group | Camp blau marí amb una "G" blanca al centre.                                      |
| Bandera de Sitmar Cruises | 1937-1988     | Sitmar Cruises | Camp groc amb una "V" blau marí al centre.                                        |
| Bandera d'Italian Line    | 1932-2002     | Italian Line   | Camp dividit verticalment amb la bandera de Gènova i a l'altra meitat la de Bari. |